# Xenocalamus transvaalensis
Espèce
Statut de conservation UICN

 LC  : Préoccupation mineure
Xenocalamus transvaalensis est une espèce de serpents de la famille des Lamprophiidae. 

## Répartition
Cette espèce se rencontre :
- en Afrique du Sud ;
- au Botswana ;
- dans le sud du Mozambique ;
- au Zimbabwe.

## Description
L'holotype de Xenocalamus transvaalensis mesure 414 mm dont 44 mm pour la queue. Cette espèce a le corps cylindrique. Sa tête et son dos sont noir bleuâtre et sa face ventrale blanche avec des marques transversales brunes. Sa gorge est uniformément blanche. C'est un serpent venimeux.

## Étymologie
Son nom d'espèce, composé de transvaal et du suffixe latin -ensis, « qui vit dans, qui habite », lui a été donné en référence au lieu de sa découverte, le Transvaal, une région du Nord-Est de l'Afrique du Sud.

## Publication originale
- Methuen, 1920 "1919" : Descriptions of a new snake from the Transvaal, together with a new diagnosis and key to the genus Xenocalamus, and of some Batrachia from Madagascar. Proceedings of the Zoological Society of London, vol. 1919, p. 349-355 (texte intégral).